# 松田靖彦
松田 靖彦（まつだ やすひこ、1913年〈大正2年〉7月26日 - 1979年〈昭和54年〉12月24日）は、日本の元陸軍軍人及び陸上自衛官。最終階級は少佐、2等陸佐。第3代秋田駐屯地司令、第3代山梨地方連絡部長を務めた。

## 経歴
静岡県五和村出身。陸軍中将松田巻平の長男。1934年3月17日、予科卒業（12期、第2中隊第5区隊）
歩兵第79連隊に配属され、本科48期卒（第2中隊第3区隊)。日中戦争に従軍し、本部作戦主任を経て1939年6月、第1大隊第1中隊長。
中隊長在任中の部下にのち韓国陸軍大将・駐日大使の崔慶禄がおり、士官学校への入学を推薦したほか、演習を視察で訪れた小野武雄大佐とも引き合わせた。
予備士官学校中隊長を経て、郷里静岡で編成された第143師団（長：鈴木貞次中将）参謀として終戦を迎える。
戦後は公職追放を経て警察予備隊に参加。1951年（昭和26年）10月1日、二等警察正昇進と同時に第5連隊第1大隊長として新設の青森駐屯地に赴任。同連隊第2大隊長に転じ、秋田駐屯地司令を兼任。陸上自衛隊富士学校普通部教務課長、山梨地方連絡部長を経て1960年7月に第17普通科連隊副連隊長に転じる。
退官後は東京スターライト販売監査。
晩年は心臓病を患っており、1979年（昭和54年）12月24日午後11時ごろ、調布市の自宅にて入浴中に脳溢血で急死。高血圧を患っていた妻も介抱後医者を呼んで間もなく心臓ショックで死亡。
玉川斎場で行われた葬儀では三笠宮より供花が送られた。
義理の弟は陸士同期の鋳方鉄策少佐（終戦時航空本部附）。